# Де Сото (Висконсин)
Де Сото (енгл. De Soto) град је у америчкој савезној држави Висконсин.

## Демографија
По попису из 2010. године број становника је 287, што је 79 (-21,6%) становника мање него 2000. године.
| Група             | 2000.       | 2010.       |
| Белци             | 343 (93,7%) | 286 (99,7%) |
| Афроамериканци    | 6 (1,6%)    | 0 (0,0%)    |
| Азијати           | 2 (0,5%)    | 0 (0,0%)    |
| Хиспаноамериканци | 6 (1,6%)    | 0 (0,0%)    |
| Укупно            | 366         | 287         |